# Новополье (Ленинградская область)
Новопо́лье (фин. Sameraisi) — деревня в Горбунковском сельском поселении Ломоносовского района Ленинградской области.

## История
На «Топографической карте окрестностей Санкт-Петербурга» Военно-топографического депо Главного штаба 1817 года на реке Стрелка упомянута деревня Самерязи из 8 дворов.

СИМЕРЯЗИ — деревня принадлежит государю великому князю Константину Николаевичу, число жителей по ревизии: 21 м. п., 23 ж. п. (1838 год)

В пояснительном тексте к этнографической карте Санкт-Петербургской губернии П. И. Кёппена 1849 года она записана как деревня Sameraisi (Самерязи), а также указано количество её жителей на 1848 год: эвремейсов — 4 м. п., 5 ж. п., савакотов — 6 м. п., 8 ж. п., остальные ижора.

СЕМЕРЯЗИ — деревня Красносельской удельной конторы Шунгоровского Приказа, по просёлочной дороге, число дворов — 7, число душ — 30 м. п. (1856 год)

В 1860 году деревня Самерязи (Сарай) насчитывала 14 дворов.

СЕМЕРЯЗИ (САРАИ) — деревня Павловского городского правления при речке Стрелке, по правую сторону Нарвского тракта в 11 верстах от Петергофа, число дворов — 10, число жителей: 26 м. п., 31 ж. п. (1862 год)

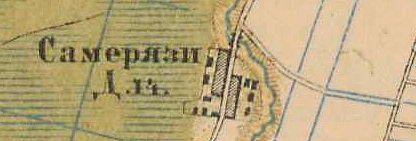
Деревня Новополье (Самерязи) на карте 1885 года

В 1885 году деревня насчитывала 14 дворов.
В конце XIX — начале XX века деревня административно относилась к Константиновской волости 1-го стана Петергофского уезда Санкт-Петербургской губернии. По приходским данным население деревни было исключительно финским.
К 1913 году количество дворов увеличилось до 44.
С 1917 по 1921 год деревня Новополье входила в состав Новопольского сельсовета Стрельнинской волости Петергофского уезда.
С 1921 года в составе Заводского сельсовета Стрельно-Шунгоровской волости.
С 1923 года в составе Стрельнинской волости Троцкого уезда.
Согласно данным переписи населения СССР 1926 года в деревне Новополье проживали 132 человека — русские и финны.
С 1927 года в составе Урицкого района.
В 1928 году население деревни Новополье также составляло 132 человека.
С 1930 года в составе Ленинградского Пригородного района.

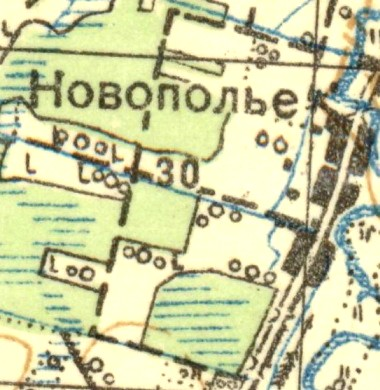
План деревни Новополье. 1931 год

Согласно топографической карте 1931 года деревня насчитывала 30 дворов.
По данным 1933 года деревня называлась Новополье и входила в состав Заводского сельсовета Ленинградского Пригородного района.
По данным 1936 года в состав Заводского сельсовета входили 5 населённых пунктов, 146 хозяйств и 3 колхоза. Fдминистративным центром сельсовета являлась немецкая колония Верхнее Новополье. С 1936 года, в составе Красносельского района.
С 1 августа 1941 года по 31 декабря 1943 года деревня находилась в оккупации.
С 1955 года в составе Ломоносовского района.
С 1963 года в составе Гатчинского района.
С 1965 года вновь в составе Ломоносовского района. В 1965 году население деревни Новополье составляло 131 человек.
По данным 1966, 1973 и 1990 годов деревня Новополье также входила в состав Заводского сельсовета Ломоносовского района. Административным центром сельсовета являлась деревня Горбунки.
В 1997 году в деревне проживали 37 человек, в 2002 году — 51 человек (русские — 84 %).
В 2007 году в деревне Новополье Горбунковского СП проживали 62 человека, в 2010 году — 65, в 2012 году — вновь 62 человека.

## География
Деревня расположена в северо-восточной части района, к северу от административного центра поселения деревни Горбунки на автодороге 41К-011 (Стрельна — Гатчина) («Стрельнинское шоссе»).
Расстояние до административного центра поселения — 2 км.
Расстояние до ближайшей железнодорожной станции Стрельна — 4 км.
Через деревню протекает река Стрелка.

## Демография
| 1838 | 1862 | 1997 | 2002 | 2007 | 2010 | 2012 |
| ---- | ---- | ---- | ---- | ---- | ---- | ---- |
| 44   | ↗57  | ↘37  | ↗51  | ↗62  | ↗108 | ↘62  |
| 2015 | 2017 |      |      |      |      |      |
| ↗87  | ↗108 |      |      |      |      |      |

## Транспорт
Автобус
- № 486 ( «Проспект Ветеранов» — Кипень)
- № К-486В ( «Проспект Ветеранов» — Горбунки)
- № К-650А ( «Проспект Ветеранов» — Кипень)
- № 653А (Ломоносов, вокзал — Аннино)

## Улицы
Звёздная, Истринская, Конюшенная, Лесная, Мира, Цветочная.